# 兴元兵变
兴元兵变发生于唐文宗大和四年（公元830年）山南西道的兴元府，是由山南西道时监军使杨叔元所挑起的一次哗变，致使山南西道节度使李绛被杀。马强先生在对南方地区藩镇的研究中指出，安史之乱后南方的社会更为动荡，兴元兵变是其中的一个代表性事件。

## 背景
大和三年，时任剑南西川节度使的杜元颖由于不懂军事，只顾积攒物资，克扣手下士卒的衣粮，在西南和南诏国交接边境处戍守的士卒有很多不得不到南诏国地界盗窃衣物吃食。南诏国人发现后反而资助了这些士卒，因此得以知晓西川内部的军事调动情况，于是南诏摄政王蒙嵯颠开始谋划入寇西川。西川边境的官员知晓后对杜元颖发出了多次警告，但是杜元颖不相信有这样的事情。当南诏军队开始攻打西川时，边境城寨都没有足够的备御措施，导致了敌军在当地士卒的向导下一连占据了巂州和戎州。在接到战报后，杜元颖遣军在邛州和南诏所部交战，依旧战败，邛州随即陷落。最终于十一月二十日，杜元颖不得不上奏求援。
收到杜元颖的奏报后，朝廷先是令西川旁的剑南东川、兴元府和荆南道共同出兵支援。后在十二月一日，以武宁军节度使王智兴兼为忠武军节度使，率军入川。南诏军队最后一直进军至西川治所成都府并成功打下了成都的外城，杜元颖率军退于牙城固守等待援军。十二月六日，杜元颖因其罪过而被贬为邵州刺史，东川节度使郭钊遂被诏为西川节度使，依旧节度东川所部。
十二月十三日，右领军大将军董重质兼为神策、诸道西川行营节度使，领太原和凤翔所部前往西川抵御嵯颠。嵯颠后转战东川，郭钊因为手下兵力不足，利用责书拖延时间，嵯颠回书说因为杜元颖侵扰南诏所以才报复，在唐军合围前撤退走了。

## 哗变
赶往成都的诸路援军中，来自兴元府的军队是由时任山南西道节度使的李绛所招募的，他在途中得知南诏军队已经撤退，便率千余士卒回到了兴元府。由于新招募的这些士卒超出了兴元府的规定额员，李绛在太和四年二月十日宣布了遣散这些募兵的命令。尽管在遣散的时候用官仓内的粮食为补偿分发给了这些士卒，他们依旧不满意。李绛性格刚直，无法容忍作恶的宦官。其监军使杨叔元因此对李绛非常不满，此时趁机用补偿过少为由煽动新募士卒哗变作乱。
乱军先是掠夺了兴元府库，后向李绛所在治所攻去。当时李绛正在和他的僚佐饮宴，没有任何防备，只能率亲兵逃上北城墙。本有人劝说李绛，让他拴上绳子吊下城墙逃离，却被李绛以他是元帅不能逃跑为由所拒绝。尽管李绛命令其推官赵存约等人先逃跑，他们誓死要和李绛一同抵抗乱军。在李绛亲将王景延战死后，李绛的僚属之一杨汉公执他的手臂，发誓同死。当李绛的手臂被砍断后，杨汉公的童仆銮铃劝其主人说李绛的手臂都断了不如逃脱，被杨汉公所拒绝，最后銮铃为了救他，将他扔出了女墙。尽管杨汉公的左脚因此骨折，李绛、赵存约和薛齐等一应将官战死在城墙上，只有他一人存活。

## 平叛
二月十三日，杨叔元向朝廷上奏李绛之死，说李绛因招募新军而导致了叛乱，后尚书右丞温造因气豪嫉恶的性格被任为新的山南西道节度使。当时三省的官员都上疏为李绛喊冤，后谏议大夫忆敏行具疏叙述了杨叔元激怒那些士卒作乱，等温造抵达兴元府进行观察并上奏后，文宗才知晓了此次兵变的原委。文宗先是下旨允许温造可以便宜行事，却又担忧出兵耗费，温造回应说只要下诏让他可以节制那些征讨南诏归来的军队即可。文宗立刻下诏于董重质、温德彝、刘士和等将领，等温造抵达褒县便俱并入温造节度下辖。
当温造率军抵达褒城时，兴元府的都将卫志忠也因征南诏回归路过此地，他前去拜见温造时被温造留下充当护卫。后温造与卫志忠谋划了平定那些乱军的计划，将副将张丕、李少直召来并向他们传达了朝廷平叛的旨意。最后当温造自褒城出发时，他以五百名军士为前军，八百名军士为中军前往兴元府。
抵达兴元府后，温造就令士卒掌控了府城的几个城门。他本人则在下车后就命开设宴席，那些官员将宴席布置在官署公堂内的时候，温造提出地方不够大，转移到了牙门开办。在一众将官叩拜坐定后，卫志忠率部开始包围牙门。温造在此期间以询问那些新的军士去留问题为由，将新旧军士分了开来，并在慰问结束后让他们都先坐下。由于还有军士没有到，温造便继续敬酒。当原来的那些新军到齐了以后，温造的军队也已经完成了包围圈。宴席中有人发觉了事态不正常，想要叫士卒都起身，却被温造呵斥，导致士卒不敢再乱动。温造遂开始向士卒询问起李绛被杀时的情况，趁士卒不备，卫志忠所部围剿了在场士卒，包括教练使丘铸在内的千余叛军全都被斩首。依旧是监军使的杨叔元也在宴席中，他哀求温造饶命，被关押了起来，等候发落。
平叛结束后，温造将亲手杀死李绛的那个人的尸体砍为百段，发号施令的则被砍为三段，叛军的一百三十级人头被用于祭奠李绛和其他战死将官，剩余尸体则全部投入江中。温造因平叛有功加授为检校礼部尚书，杨叔元则被流放到了康州。

### 脚注
1. 1 2  张国刚：《唐代藩镇研究》，p.202
2. ↑  马强：唐人墓志所见唐代南方社会动乱及其治理，载《陕西师范大学学报(哲学社会科学版)》2014年第2期，p.167
3. ↑  《资治通鉴》卷二四四：“元颖以旧相文雅自高不晓军事专务蓄积减削士卒衣粮西南戍边之卒衣食不足皆入蛮境钞盗以自给”
4. ↑  《旧唐书》列传第一百四十七·南诏：“三年杜元颖镇西川以文儒自高不练戎事南蛮乘我无备大举诸部入寇牧守屡陈亦不之信”
5. ↑  《新唐书》列传第一百四十七中·南蛮中：“嵯巅乃悉众掩邛戎巂三州陷之”
6. ↑  《资治通鉴》卷二四四：“己酉以东川节度使郭钊为西川节度使兼权东川节度事嵯颠自邛州引兵径抵成都庚戌陷其外郭杜元颖帅众保牙城以拒之”
7. ↑  《旧唐书》列传第一百四十七·南诏：“十一月蜀川出军与战不利陷我邛州逼成都府入梓州西郭驱劫玉帛子女而去”
8. ↑  《资治通鉴》卷二四四：“己未以右领军大将军董重质为神策诸道西川行营节度使又发太原凤翔兵赴西川南诏寇东川入梓州西郭郭钊兵寡弱不能战以书责嵯颠嵯颠复书曰杜元颖侵扰我故兴兵报之耳与钊修好而退”
9. ↑  《资治通鉴》卷二四四：“南诏之寇成都也诏山南西道发兵救之兴元兵少节度使李绛募兵千人赴之未至蛮退而还”
10. ↑  《新唐书》列传第七十七·李绛：“监军使杨叔元者素疾绛遣人迎说军曰将收募直而还为民士皆怒乃噪而入劫库兵”
11. ↑  《资治通鉴》卷二四四：“二月乙卯绛悉召新军谕以诏旨而遣之仍赐以廪麦皆怏怏而退往辞监军监军杨叔元素恶绛不奉己以赐物薄激之”
12. ↑  《新唐书》本纪第八·文宗：“二月乙卯兴元军乱杀其节度使李绛”
13. ↑  吴钢：《全唐文补遗（第六辑）》·郑薰·唐故青银光禄大夫检校户部尚书使持节郓州诸军事守郓州刺史充天平军节度郓曹濮等州观察处置等使御史大夫上柱国弘农郡开国公食邑二千户弘农杨公(汉公)墓志铭并序
14. ↑  《旧唐书》本纪第十七下·文宗下：“戊午兴元军乱节度使李绛举家被害判官薛齐赵存约死之”
15. ↑  《旧唐书》列传第一百一十五·温造：“文宗以造气豪嫉恶乃授检校右散骑常侍兴元尹山南西道节度使。”
16. ↑  《新唐书》列传第十六·温造：“乃授检校右散骑常侍山南西道节度使许以便宜从事帝虑其劳费造曰臣计诸道戍蛮之兵方还愿得密诏受约束用此足矣许之”
17. ↑  《资治通鉴》卷二四四：“温造行至褒城遇兴元都将卫志忠征蛮归造密与之谋诛乱者以其兵八百人为牙队五百人为前军入府分守诸门”
18. ↑  《旧唐书》列传第一百一十五·温造：“造下车置宴所司供帐于厅事造曰此隘狭不足以飨士卒移之牙门”
19. ↑  《资治通鉴》卷二四四：“己卯造视事飨将士于牙门造曰吾欲问新军去留之意宜悉使来前既劳问命坐行酒志忠密以牙兵围之既合唱杀新军八百馀人皆死”
20. ↑  《旧唐书》列传第一百一十五·温造：“其亲刃绛者斩一百断号令者斩三断馀并斩首内一百首祭李绛三十首祭王景延赵存约等并投尸于江”
21. ↑  《旧唐书》本纪第十七下·文宗下：“兴元温造奏害李绛贼首丘崟丘铸及官健千人并处斩讫其亲刃绛者斩一百段号令者三段馀并斩首内一百首祭李绛三十首祭死王事官僚其馀尸首并投于汉江己丑诏兴元监军使杨叔元宜配流康州百姓锢身递于配所”

### 书目
- 刘昫.旧唐书[M].北京:中华书局,1975.
- 司马光.资治通鉴[M].北京:中华书局,1956.
- 欧阳修,宋祁.新唐书[M].北京:中华书局,1975.
- 吴钢.全唐文补遗:第六辑[M].西安:三秦出版社,1999.
- 张国刚.唐代藩镇研究(增订版)[M].北京:中国人民大学出版社,2009.
- 李献奇,周铮.唐杨汉公及妻郑本柔继室韦媛墓志综考[J].碑林集刊,2003(00):16-26.
- 马强.唐人墓志所见唐代南方社会动乱及其治理[J].陕西师范大学学报(哲学社会科学版),2014,43(02):165-171.